# Comuna Greaca, Giurgiu
Greaca este o comună în județul Giurgiu, Muntenia, România, formată din satele Greaca (reședința), Puțu Greci și Zboiu.

## Așezare
Comuna se află în extremitatea sud-estică a județului, pe malul stâng al Dunării, la limita cu județul Călărași și la granița cu regiunile Ruse și Silistra din Bulgaria. Este străbătută de șoseaua națională DN41, care leagă Giurgiu de Oltenița. Lângă Greaca, din acest drum se ramifică șoseaua națională DN5A care duce spre nord-est la Adunații Copăceni (unde se termină în DN5).

## Demografie
Componența etnică a comunei Greaca
     Români (91,57%)
     Alte etnii (8,43%)
Componența confesională a comunei Greaca
     Ortodocși (90,78%)
     Alte religii (0,56%)
     Necunoscută (8,66%)
Conform recensământului efectuat în 2021, populația comunei Greaca se ridică la 2.148 de locuitori, în scădere față de recensământul anterior din 2011, când fuseseră înregistrați 2.543 de locuitori. Majoritatea locuitorilor sunt români (91,57%). Din punct de vedere confesional, majoritatea locuitorilor sunt ortodocși (90,78%), iar pentru 8,66% nu se cunoaște apartenența confesională.

## Politică și administrație
Comuna Greaca este administrată de un primar și un consiliu local compus din 11 consilieri. Primarul, Florentin-Mihai Surduleasa[*], de la Partidul Social Democrat, este în funcție din 2004. Începând cu alegerile locale din 2024, consiliul local are următoarea componență pe partide politice:
|  | Partid                          | Consilieri | Componența Consiliului | Componența Consiliului | Componența Consiliului | Componența Consiliului | Componența Consiliului | Componența Consiliului | Componența Consiliului | Componența Consiliului |
|  | ------------------------------- | ---------- | ---------------------- | ---------------------- | ---------------------- | ---------------------- | ---------------------- | ---------------------- | ---------------------- | ---------------------- |
|  | Partidul Social Democrat        | 8          |                        |                        |                        |                        |                        |                        |                        |                        |
|  | Alianța pentru Unirea Românilor | 2          |                        |                        |                        |                        |                        |                        |                        |                        |
|  | Partidul Național Liberal       | 1          |                        |                        |                        |                        |                        |                        |                        |                        |

## Istorie
La sfârșitul secolului al XIX-lea, comuna făcea parte din plasa Oltenița a județului Ilfov și era formată numai din satul de reședință, cu 1653 de locuitori ce trăiau în 273 de case și 5 bordeie. În comună funcționau o biserică și o școală mixtă cu 43 de elevi (dintre care 7 fete). Anuarul Socec din 1925 o consemenază în aceeași plasă, având 2353 de locuitori în satele Greaca, Puțu Greci și Zboiu.
În 1950, comuna a fost arondată raionului Oltenița din regiunea București. În 1968, a revenit la județul Ilfov, reînființat. În 1981, o reorganizare administrativă regională a dus la transferarea comunei la județul Giurgiu.

## Monumente istorice
Nouă obiective din comuna Greaca sunt incluse în lista monumentelor istorice din județul Giurgiu ca monumente de interes local. Patru dintre ele sunt situri arheologice: situl de la „Valea Fântânilor” din incinta Stațiunii Viticole Greaca; situl de „la Crețulescu”, la nord de fostul lac Greaca; situl de „la Slom” (la 2 km est de satul Greaca); și situl de la „lacul Zboiu”, la sud de satul Puțu Greci. Ele conțin urme de așezări începând cu neolitic până în Evul Mediu Timpuriu.
Alte patru sunt clasificate ca monumente de arhitectură, toate aflate în satul Greaca: biserica „Sfinții 40 de Mucenici” (1907); biserica din cimitir (1888); conacul Gorski (1900–1916), astăzi stațiune viticolă; și școala veche (1887), azi grădiniță. Un ultim obiectiv, clasificat drept monument memorial sau funerar, este o cruce comemorativă din 1934, aflată în incinta bisericii „Sfinții 40 de Mucenici”.